# Bernardinus av Siena
Bernardinus av Siena, italienska Bernardino da Siena, född 8 september 1380 i Massa Marittima i närheten av Siena, död 20 maj 1444 i L'Aquila, var en italiensk präst, franciskanmunk och predikant. Bernardinus vördas som helgon i Romersk-katolska kyrkan, med minnesdag den 20 maj i det romerska kalendariet.

## Biografi
Bernardinus föddes som son i den adliga släkten Albizeschi. Fadern var guvernör. Vid sex års ålder blev Bernardinus föräldralös, och togs omhand av sin kvinnliga anförvant, som var djupt religiös. Han studerade kanonisk och civil rätt, och upptogs därefter, 1397, i ett franciskankloster som drev ett stort sjukhus, Santa Maria della Scala. När Siena drabbades av pesten år 1400 skötte han de sjuka, vilket drabbade hans egen hälsa som därefter alltid skulle vara bräcklig. 1402 skänkte han sitt arv till välgörenhet, och hamnade så småningom i ett kloster utanför Siena, som tillhörde de strängare grenarna av franciskanorden, observanterna. Han prästvigdes den 8 september 1404, men framlevde de närmaste tolv åren i avskildhet.
År 1417 inledde Bernardinus sin bana som resande predikant, i vilken egenskap han omedelbart blev berömd; tiotusentals personer kunde närvara vid hans framträdanden. Hans anhängare menade att han renade hela Italien från synd. Till de ämnen han drev hörde att han manade till omvändelse, vilket resulterade i lagsamlingen Riformazioni di frate Bernardino. Han läxade upp makthavare, men fordrade fred; han medlade mellan guelferna och ghibellinerna. Den stora populariteten gav honom också fiender, vilka anklagade honom för kätteri: Bernardinus spred monogrammet IHS, vilket anklagades för avgudadyrkan och därför blev ett fall för påven. Den 8 juni 1427 ställdes han inför rätta i Peterskyrkan, försvarad av Giovanni da Capistrano, men friades av påve Martin V som sedermera erbjöd honom att bli Sienas biskop. Bernardnius skulle tre gånger neka att vigas till biskop. Hans fiender fortsatte att anklaga honom för orenlärighet, men en bulla av påve Eugenius IV satte stopp för förföljelserna.
Bernardinus följde Sigismund till Rom 1433 för dennes kröning till kejsare, drog sig sedan tillbaka i sitt kloster i några år innan han 1436 återupptog sin italienska mission. År 1438 utnämndes han till generalvikarie för observanterna i Italien. I den egenskapen sände han missionärer till Orienten och bidrog därigenom kraftigt till att så många ambassadörer från schismatiska länder närvarade vid konciliet i Florens, vid vilket han själv deltog och där han gav anföranden på grekiska. År 1442 avgick Bernardinus som generalvikarie och fortsatte sin mission. Påve Eugenius IV försökte tvinga honom att predika om avlatsbrev för korståg mot turkarna, men det finns inga belägg för att han gjorde detta.
År 1444 var Bernardinus gammal, men begav sig ridande på en åsna till kungadömet Neapel för att predika där. Hans ålder medgav inte att han ankom dit, för i L'Aquila drabbades han av en feber som tog hans liv på Kristi himmelfärdsdag. Han begravdes där i staden.
Efter hans död rapporterades om flera mirakler, och han helgonförklarades redan 1450. Därefter uppfördes en kyrka åt honom i L'Aquila, dit hans kvarlevor fördes och sattes i ett skrin som kung Ludvig XI av Frankrike skänkte. Kyrkan förstördes vid en jordbävning 1703 och en ny kyrka restes därpå.
Flera av hans predikningar finns bevarade. Predikningarna för menigheten varade mellan tre och fyra timmar, är framförda på den lokala dialekt där de framfördes, och innehåller ofta skämt. Han skrev också predikningar på latin, vilka är mer akademiska och redogör för hur han sluter sig till sin teologi. Därtill finns avhandlingar, brev och essäer bevarade, vilka behandlar diverse spörsmål, som apokalypsen, mystisk teologi, och Jungfru Maria. Franciskanorden har drivit saken att Bernardinus ska erkännas som kyrkolärare.